# Panicum sarmentosum
Panicum sarmentosum är en gräsart som beskrevs av William Roxburgh. Panicum sarmentosum ingår i släktet vipphirser, och familjen gräs. Inga underarter finns listade i Catalogue of Life.